# مدرسه پیاده‌نظام ارتش ایالات متحده آمریکا
مدرسه پیاده‌نظام ارتش ایالات متحده آمریکا (انگلیسی: United States Army Infantry School) دانشکده نظامی زیرمجموعه نیروی زمینی ایالات متحده آمریکا و مستقر در فورت بنینگ، جورجیا است، که در سال ۱۹۱۸ تأسیس شد.